# Gourgeon
Gourgeon ist eine Gemeinde im französischen Département Haute-Saône in der Region Bourgogne-Franche-Comté.

## Geographie
Gourgeon liegt auf einer Höhe von 250 m über dem Meeresspiegel, vier Kilometer westlich von Combeaufontaine und etwa 26 Kilometer westnordwestlich der Stadt Vesoul (Luftlinie). Das Dorf erstreckt sich im Westen des Départements, in der leicht gewellten Landschaft auf dem Plateau nördlich der Saône, in einer Talmulde an der Quelle der Gourgeonne.
Die Fläche des 13,69 km² großen Gemeindegebiets umfasst einen Abschnitt im Bereich des Plateaus nördlich des Saônetals. Der zentrale Teil des Gebietes wird von der Mulde von Gourgeon eingenommen, in der die Gourgeonne entspringt. Sie sorgt für die Entwässerung nach Süden zur Saône. Das Becken von Gourgeon liegt durchschnittlich auf 240 m und weist einen Durchmesser von rund einem Kilometer auf. Flankiert wird die Mulde von plateauartigen Anhöhen, die eine durchschnittliche Höhe von 280 m erreichen. Diese Höhen bestehen aus einer Wechsellagerung von kalkigen und sandig-mergeligen Sedimenten der oberen Jurazeit (im Süden) und der mittleren Jurazeit (im Norden des Gemeindegebietes). In der Talniederung und auf dem Plateau herrscht landwirtschaftliche Nutzung vor, doch gibt es auch größere Waldflächen. Nach Westen reicht das Gemeindeareal in den Bois Brûlé (298 m) und bis an den Bachlauf der Sorlière, eines rechten Zuflusses der Gourgeonne. Südöstlich der Mulde von Gourgeon befindet sich das ausgedehnte Waldgebiet des Bois du Champ-Ramey, in dem mit 318 m die höchste Erhebung von Gourgeon erreicht wird.
Nachbargemeinden von Gourgeon sind Melin und Semmadon im Norden, Combeaufontaine im Osten, Cornot im Süden sowie Lavigney im Westen.

## Geschichte
Überreste aus der prähistorischen Zeit weisen auf eine frühe Anwesenheit des Menschen hin. Aus der Merowingerzeit stammen Sarkophage, die hier gefunden wurden. Im Mittelalter gehörte Gourgeon zur Freigrafschaft Burgund und darin zum Gebiet des Bailliage d’Amont. Die lokale Herrschaft hatten zunächst die Herren von Traves inne, die den Ort 1225 dem Kloster Cherlieu überließen. Zusammen mit der Franche-Comté gelangte Gourgeon mit dem Frieden von Nimwegen 1678 definitiv an Frankreich. Heute ist Gourgeon Mitglied des 10 Ortschaften umfassenden Gemeindeverbandes Communauté de communes des Belles Fontaines.

## Sehenswürdigkeiten
Die Kirche Notre-Dame de la Nativité wurde 1751 erbaut. Sie beherbergt eine reiche Ausstattung, unter anderem einen reich skulptierten und vergoldeten Hochaltar (18. Jahrhundert), Statuen aus dem 15. und 16. Jahrhundert, Gemälde aus dem 18. Jahrhundert und verschiedene Grabplatten. Vor der Kirche steht ein im 18. Jahrhundert geschmiedetes Eisenkreuz. 
Beim Friedhof befindet sich die Kapelle Sainte-Anne (19. Jahrhundert). Der Ortskern ist geprägt durch zahlreiche Häuser aus dem 15. bis 18. Jahrhundert, die den traditionellen Stil der Haute-Saône zeigen.

## Bevölkerung
| Jahr                       | 1962 | 1968 | 1975 | 1982 | 1990 | 1999 | 2006 |
| Einwohner                  | 229  | 233  | 175  | 159  | 163  | 182  | 234  |
| Quellen: Cassini und INSEE |      |      |      |      |      |      |      |

Mit 178 Einwohnern (1. Januar 2022) gehört Gourgeon zu den kleinen Gemeinden des Département Haute-Saône. Nachdem die Einwohnerzahl in der ersten Hälfte des 20. Jahrhunderts deutlich abgenommen hatte (1881 wurden noch 476 Personen gezählt), wurde seit Beginn der 1980er Jahre wieder ein Bevölkerungswachstum verzeichnet.

## Wirtschaft und Infrastruktur
Gourgeon war bis weit ins 20. Jahrhundert hinein ein vorwiegend durch die Landwirtschaft (Ackerbau, Obstbau und Viehzucht) und die Forstwirtschaft geprägtes Dorf. Heute gibt es einige Betriebe des lokalen Kleingewerbes, vor allem in den Branchen Holzverarbeitung und Feinmechanik. In den letzten Jahrzehnten hat sich das Dorf zu einer Wohngemeinde gewandelt. Viele Erwerbstätige sind deshalb Wegpendler, die in den größeren Ortschaften der Umgebung ihrer Arbeit nachgehen.
Der Ort ist verkehrstechnisch gut erschlossen. Er liegt an der Hauptstraße N19, die von Vesoul nach Langres führt. Weitere Straßenverbindungen bestehen mit Cornot, Lavigney, Melin und Semmadon.